# Zagorka Filipović
Prof. dr Zagorka Filipović (rođena Pavković) rođena je u Gospiću 28. novembra 1914. godine. Osnovnu školu i gimnaziju završila je u Sarajevu 1933. godine. U Beogradu je studirala na Filozofskom fakultetu na grupi predmeta: Hemija, Fizika i Matematika, gde je i diplomirala 1938. godine.

## Napredovanje u struci
Od 1938. do 1940. godine radila je kao inženjer hemije u fabrici “Bata” u Borovu. Decembra 1940. godine postavljena je za asistenta-dnevničara u Hemijskom institutu Medicinskog fakulteta u Beogradu. U zvanje asistenta za predmet Hemija izabrana je 1945. godine. Na toj dužnosti ostaje do 1948. godine, kada je izabrana za predavača Analitičke hemije na Farmaceutskom fakultetu. Za studente farmacije napisala je udžbenik Osnovi analitičke hemije, u izdanju Naučne knjige, 1955. godine. Doktorat, "Prilog pitanju kobalta kao mikroelementa", odbranila je 1956. godine na Farmaceutskom fakultetu u Beogradu. Iste godine izabrana je za v.d. upravnika Instituta za neorgansku i analitičku hemiju. U zvanje docenta za predmet Neorganska hemija izabrana je 1957. godine. Tokom 1958. godine provela je dva meseca na stručnom usavršavanju u Parizu u laboratoriji profesora Charlot-a. Te godine preuzela je i nastavu predmeta Neorganska hemija. Za vanrednog profesora izabrana je 1961, a 1970. godine u zvanje redovnog profesora. Penzionisana je 1976. godine.

## Objavljeni radovi
- Z. Filipović, J. Danon i M. Blagojević. Uporedna dvogodišnja ispitivanja delovanja promenjenih hemijskih uslova zemljišta na građu i organsko-mineralnu produktivnost zeljastog pokrivača livada. Akta veterinaria, Vol. XVII, Fasc. 1 (1967).
- Z. Filipović i M. Blagojević. Prilog pitanju korelacije sadržaja azota i esecijalnih elemenata u lišću biljaka II. Arhiv za farmaciju, 5-6 (1975) 365.
- Z. Filipović, M. Blagojević i M. Bresjanac. Sadržaj azota i fosfora u lišču biljaka i Daltonov zakon umnoženih proporcija. Arhiv za farmaciju, 1 (1977) 13.
- Z. Filipović, M. Blagojević i M. Bresjanac. Sadržaj azota i fosfora u lišću biljaka funkcija je atomskih težina ovih elemenata, Arhiv za farmaciju, 2 (1977) 89.
- Z. Filipović, M. Bresjanac i M. Blagojević. O atomskom odnosu kalijuma i fosfora u lišću biljaka, Arhiv za farmaciju, 3 (1977) 149.